# Lucha en los Juegos Asiáticos de 2018
El torneo de lucha en los Juegos Asiáticos de 2018 se realizó en Yakarta (Indonesia), entre el 19 y el 22 de agosto de 2018.

## Medallero
| Núm. | País            | Oro | Plata | Bronce | Total |
| ---- | --------------- | --- | ----- | ------ | ----- |
| 1    | Irán            | 5   | 0     | 3      | 8     |
| 2    | China           | 2   | 3     | 1      | 6     |
| 3    | Mongolia        | 2   | 1     | 3      | 6     |
| 3    | Uzbekistán      | 2   | 1     | 3      | 6     |
| 5    | Corea del Norte | 2   | 1     | 2      | 5     |
| 6    | Corea del Sur   | 2   | 0     | 6      | 8     |
| 7    | India           | 2   | 0     | 1      | 3     |
| 8    | Japón           | 1   | 3     | 6      | 10    |
| 9    | Kazajistán      | 0   | 4     | 6      | 10    |
| 10   | Kirguistán      | 0   | 4     | 4      | 8     |
| 11   | Líbano          | 0   | 1     | 0      | 1     |
| 11   | Turkmenistán    | 0   | 0     | 1      | 1     |
|      | TOTAL           | 18  | 18    | 36     | 72    |